# The Beatles Ballads
The Beatles Ballads (onder de titel The Beatles – De Mooiste Songs in Nederland) is een compilatiealbum van de Britse band The Beatles. Het album bevat vooral ballads van de band. Het album werd enkel uitgebracht in het Verenigd Koninkrijk, Canada, Australië, Nieuw-Zeeland, Duitsland, Italië, Spanje, India, Mexico, Japan en Zuid-Korea. Het behaalde de eerste plaats in de Australische albumlijsten, terwijl het in de UK Albums Chart tot plaats 17 kwam. De albumhoes bevat een illustratie door John Byrne, die hij in 1968 had gemaakt als mogelijke hoes van het album The Beatles.
De liner notes van de Nederlandse versie van het album zijn geschreven door muziekjournalist Skip Voogd.

## Tracks
Alle muziek en teksten zijn geschreven door Lennon-McCartney, tenzij anders aangegeven. 
| Nr. | Titel                                   | Schrijver(s) | Afkomstig van                   | Duur |
| --- | --------------------------------------- | ------------ | ------------------------------- | ---- |
| 1.  | Yesterday                               |              | Help!                           | 2:03 |
| 2.  | Norwegian Wood (This Bird Has Flown)    |              | Rubber Soul                     | 2:01 |
| 3.  | Do You Want to Know a Secret            |              | Please Please Me                | 1:56 |
| 4.  | For No One                              |              | Revolver                        | 1:58 |
| 5.  | Michelle                                |              | Rubber Soul                     | 2:40 |
| 6.  | Nowhere Man                             |              | Rubber Soul                     | 2:40 |
| 7.  | You've Got to Hide Your Love Away       |              | Help!                           | 2:07 |
| 8.  | Across the Universe ("Wildlife"-versie) |              | No One's Gonna Change Our World | 3:45 |
| 9.  | All My Loving                           |              | With the Beatles                | 2:06 |
| 10. | Hey Jude                                |              | Single uit 1968                 | 7:07 |

| Nr. | Titel                      | Schrijver(s)     | Afkomstig van                         | Duur |
| --- | -------------------------- | ---------------- | ------------------------------------- | ---- |
| 11. | Something                  | George Harrison  | Abbey Road                            | 2:59 |
| 12. | The Fool on the Hill       |                  | Magical Mystery Tour                  | 2:57 |
| 13. | Till There Was You         | Meredith Willson | With the Beatles                      | 2:14 |
| 14. | The Long and Winding Road  |                  | Let It Be                             | 3:37 |
| 15. | Here Comes the Sun         | Harrison         | Abbey Road                            | 3:04 |
| 16. | Blackbird                  |                  | The Beatles                           | 2:18 |
| 17. | And I Love Her             |                  | A Hard Day's Night                    | 2:28 |
| 18. | She's Leaving Home         |                  | Sgt. Pepper's Lonely Hearts Club Band | 3:33 |
| 19. | Here, There and Everywhere |                  | Revolver                              | 2:22 |
| 20. | Let It Be (singleversie)   |                  | Single uit 1970                       | 3:49 |